# Hinako Takanaga
Hinako Takanaga (高永 ひなこ Takanaga Hinako?,  Nagoya, Prefectura de Aichi, Japón, 16 de septiembre de 1972) es una dibujante japonesa, conocida principalmente por sus obras de género yaoi y shōnen-ai, entre las que se destacan Challengers, Koisuru Bōkun y Bukiyō na Silent. Koisuru Bokun es una de sus obras más icónicas y representativas.
Muchas de sus obras han sido traducidos a varios idiomas, y Takanaga también provee ilustraciones para varias novelas ligeras yaoi de otros autores, tal como The Guilty de Katsura Izumi. Algunos de los autores que han influenciado en su carrera son Suzue Miuchi, Yun Kōga y Range Murata, citando a Kōga como su mayor influencia.

## Biografía

### Primeros años y carrera
Takanaga nació el 16 de septiembre de 1972, en la capital de la prefectura de Aichi, Nagoya. Desde joven disfrutaba del manga y deseaba ser mangaka. Incursionó en el género yaoi gracias a una amiga del instituto que le mostró la versión yaoi de una serie que le gustaba a Takanaga, lo que despertó su interés y comenzó a realizar dōjinshis. 
Al entrar en la universidad, Takanaga dejó de dibujar dōjinshis por un tiempo y asistió a una escuela de arte donde aprendió los fundamentos del dibujo. También estuvo trabajando a tiempo parcial como asistente de mangaka, lo que le ayudó a aprender sobre la creación de un manga. Posteriormente obtuvo su primer trabajo a tiempo completo en una compañía. Mientras trabajaba, retomó los dōjinshis con asistencia a la Comiket, y se dedicó principalmente a realizar dōjinshis del manga Ashita no Joe en su círculo personal Anaguranz, donde fue pionera por ser la primera en publicar dōjinshis yaoi de ese manga.
Tiempo después participó en un concurso de manga de la editorial Hakusensha, el cual ganó y la editorial le propuso convertirse en autora profesional, oferta que Takanaga aceptó. Su consolidación como autora no sería hasta 1996, al publicar un volumen recopilatorio de Challengers bajo él auspicio de Hanamaru Comics.
Takanaga fue invitada a la Yaoi-Con de 2007, 2010 y 2016 por Digital Manga Publishing, la editora estadounidense de Little Butterfly y Koisuru Bōkun.

### Trayectoria
Desde su debut profesional, Takanaga ha publicado más de catorce obras con distintas editoriales, de las cuales la mayoría han obtenido adaptaciones a CD dramas y han sido traducidas a diferentes idiomas. Además de esto, ha colaborado con diferentes escritores para ilustrar más de 30 novelas a lo largo de los años. En 2010, una de sus series más famosas, Koisuru Bōkun, fue adaptada a un OVA de dos partes por el estudio PrimeTime. En 2012, participó con la editorial Kaiohsha para ilustrar el clásico moderno Botchan del reconocido novelista Natsume Sōseki. En 2013, publicó un juego de libros de ilustraciones o arte donde se recopilan la mayor parte de sus ilustraciones profesionales de manga.

## Obras

### Mangas
| Nombre                                              | Editorial       | Año de publicación | Estado         | Volúmenes recopilados |
| --------------------------------------------------- | --------------- | ------------------ | -------------- | --------------------- |
| Challengers (チャレンジャーズ)                      | Hakusensha      | 1996               | Finalizado     | 2                     |
| Benkyou Shinasai! Study Hard! (勉強しなさい!)       | Outou Shobou    | 1999               | Finalizado     | 1                     |
| Little Butterfly (リトル・バタフライ)               | Outou Shobou    | 2001               | Finalizado     | 3                     |
| Love Round!! (ラブ ラウンド)                        | Frontier Works  | 2000               | Finalizado     | 1                     |
| Liberty Liberty! (リバティ・リバティ!)              | Gentousha       | 2003               | Finalizado     | 1                     |
| Croquis (クロッキー)                                | Gentousha       | 2004               | Finalizado     | 1                     |
| Dekiru Otoko ga Suki Nanda! (デキる男が好きなんだ!) | Gentousha       | 2004               | Finalizado     | 1                     |
| Bukiyō na Silent (不器用なサイレント)               | Libre Shuppan   | 2004               | Finalizado     | 6                     |
| Koisuru Bōkun (恋する暴君)                          | Kaiousha        | 2004               | En publicación | 12                    |
| Turning Point (ターニングポイント)                  | Frontier Works  | 2005               | Finalizado     | 1                     |
| Kimi ga Koi ni Ochiru (きみが恋に堕ちる)            | Kadokawa Shōten | 2005               | Finalizado     | 1                     |
| Kimi ga Koi ni Oboreru (きみが恋に溺れる)           | Kadokawa Shōten | 2006               | Finalizado     | 3                     |
| Akuma no Himitsu (アクマのひみつ)                   | Libre Shuppan   | 2007               | Finalizado     | 1                     |
| Kimi ga Koi ni Midareru (きみが恋に乱れる)          | Kadokawa Shōten | 2011               | Finalizado     | 2                     |
| Hana to Hirari (花と蝶〈ひらり〉)                   | Kadokawa Shōten | 2015               | En publicación | 1                     |

### Ilustraciones
- The Guilty de Katsura Izumi

- Yuuzai (有罪?), 2002
- Genzai (原罪?), 2002
- Shokuzai (贖罪?), 2003
- Dazai (堕罪?), 2004

- Shirasagi de Haruhi Sakiya (崎谷はるひ?)

- Kiss wa daiji ni sarigenaku (キスは大事にさりげなく?), 2005
- Yume wa kirei ni shidokenaku (夢はきれいにしどけなく?), 2005
- Koi wa jouzu ni adokenaku (恋は上手にあどけなく?), 2006
- Heiousen no moritoriamu (平行線上のモラトリアム?), 2007
- Suichokusen no stoishizumu (垂直線上のストイシズム?), 2007
- Mitsu wa yoru yori kagirinaku (蜜は夜よりかぎりなく?), 2008

- Shinkan, de Tamaki Yoshida (吉田珠姫?)

- Shinkan wa ou ni aisareru (神官は王に愛される?), 2005
- Shinkan wa ou wo kuruwaseru (神官は王を狂わせる?), 2007
- Shinkan wa ou wo koishitau (神官は王を恋い慕う?), 2007
- Shinkan wa ou wo nayamaseru (神官は王を悩ませる?), 2010

- Sakihokoru mitsugetsu (咲きほこる蜜月?), de Runoa Mafune (真船るのあ?), 2008